# Galium parisiense
Espèce
Synonymes
- Aparine parisiensis (L.) Hill[1]
- Aparinella decipiens (Jord.) Fourr.[1]
- Aparinella litigiosa (DC.) Fourr.[1]
- Aparinella parisiensis (L.) Fourr.[1]
- Aparinella ruricola (Jord.) Fourr.[1]
- Galium anglicum Huds.[1]
- Galium chamaeaparine Willk. & Costa[1]
- Galium decipiens Jord.[1]
- Galium gracile Wallr.[1]
- Galium intricatulum Briq.[1]
- Galium litigiosum var. nanum DC.[2]
- Galium litigiosum DC.[1]
- Galium microspermum Desf.[1]
- Galium parisiense subsp. anglicum (Huds.) Rouy[1]
- Galium parisiense var. trichocarpum Tausch[2]
- Galium parisiense var. typicum G. Beck[2]
- Galium rubrum Pollich[1]
- Galium scabrum Spreng.[1]
- Galium tenellum Jord.[1]
- Galium willkommianum Batt.[1]

Galium parisiense est une espèce de plantes herbacées de la famille des Rubiacées.

## Liste des sous-espèces et variétés
Selon Tropicos (3 décembre 2019) (Attention liste brute contenant possiblement des synonymes) :
- sous-espèce Galium parisiense subsp. anglicum (Huds.) Rouy
- sous-espèce Galium parisiense subsp. divaricatum (Pourr. ex Lam.) Rouy
- sous-espèce Galium parisiense subsp. parvifolium (Gaudich.) Gaudin
- sous-espèce Galium parisiense subsp. tenellum (Jord.) Rouy
- variété Galium parisiense var. anglicum (Huds.) Beck
- variété Galium parisiense var. australe Ewart & Jean White
- variété Galium parisiense var. brachypodum Boiss.
- variété Galium parisiense var. divaricatum (Pourr. ex Lam.) W.D.J. Koch
- variété Galium parisiense var. gracile (Wallr.) Rouy
- variété Galium parisiense var. lasiocarpum Reut.
- variété Galium parisiense var. leiocarpum Tausch
- variété Galium parisiense var. nudum Gren. & Godr.
- variété Galium parisiense var. ruricolum (Jord.) Rouy
- variété Galium parisiense var. tenuicaule (Jord.) Rouy
- variété Galium parisiense var. trichocarpum Tausch
- variété Galium parisiense var. vestitum Gren. & Godr.